# Wilko Zicht

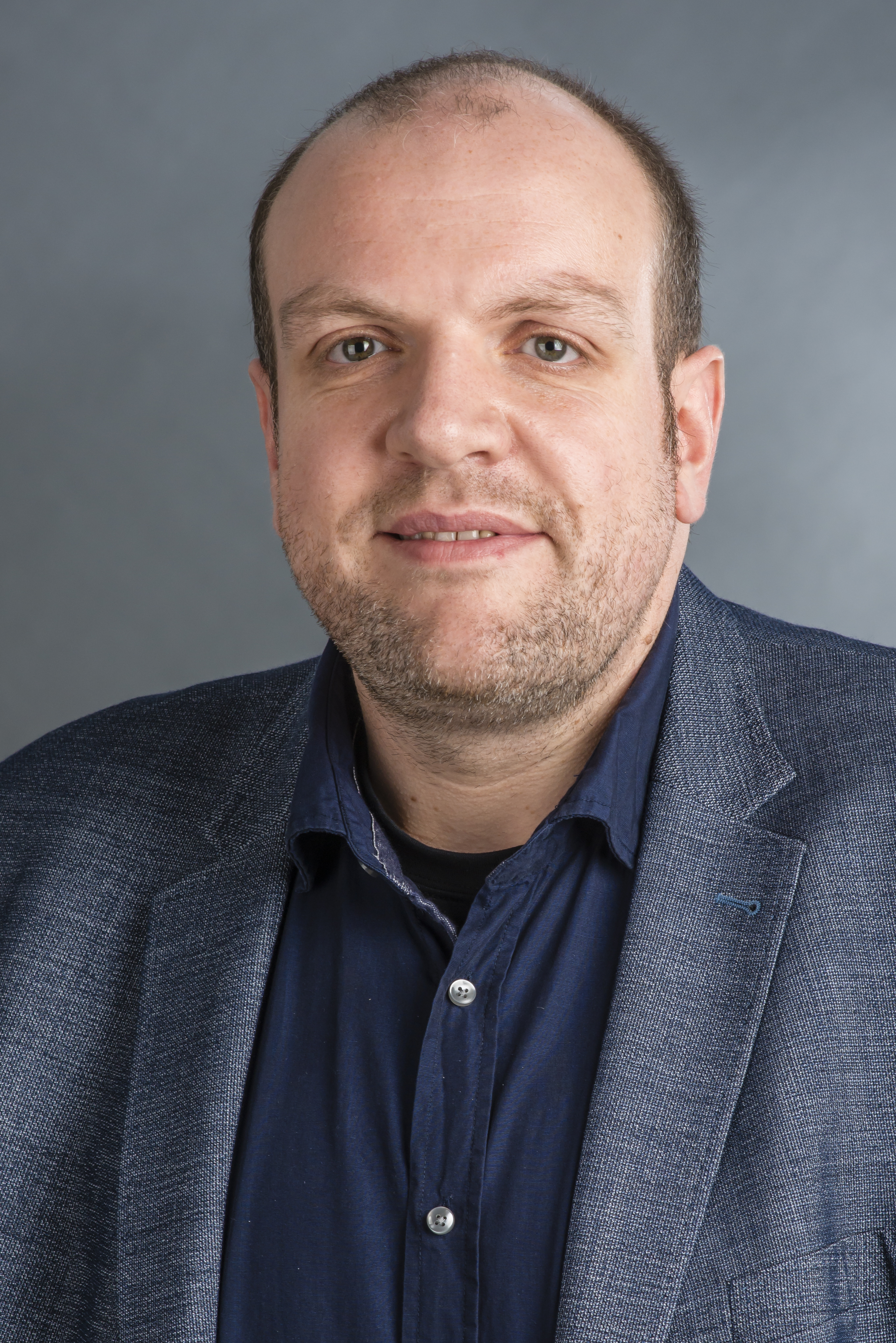
Wilko Zicht (2015)

Wilko Zicht (* 17. März 1976 in Wildeshausen) ist ein deutscher Politiker (Bündnis 90/Die Grünen) und ehemaliges Mitglied der Bremischen Bürgerschaft. 1999 war er Mitbegründer der Website Wahlrecht.de.

## Biografie

### Ausbildung und Beruf
Zicht absolvierte das Gymnasium in Wildeshausen. Nach seinem Abitur belegte er ein Studium der Rechtswissenschaft an der Universität Osnabrück und der Universität Bremen, das er jedoch abbrach. Seit 2002 ist er kaufmännischer Angestellter bei einem großen Telekommunikationsunternehmen. Er wohnt in Bremen-Hastedt.

### Politik
Wilko Zicht ist Mitglied der Grünen und war von 2011 bis 2016 Mitglied der Städtischen Deputation für Bildung.
2011 kandidierte Zicht erfolglos bei der Bürgerschaftswahl in Bremen. Bei der folgenden Bürgerschaftswahl 2015 wurde er zu deren Mitglied gewählt und fungierte dort als innen- und drogenpolitischer Sprecher seiner Fraktion. Im September 2016 beantragte die Staatsanwaltschaft im Rahmen eines Ermittlungsverfahrens wegen Verstoßes gegen das Betäubungsmittelgesetz die Aufhebung seiner Immunität. Ihm wurde vorgeworfen, in der Zeit vor seiner Abgeordnetentätigkeit illegale Drogen erworben zu haben. Zicht räumte einen Teil der Vorwürfe ein, legte sein Mandat nieder und wurde im Anschluss von seiner Fraktion als Mitarbeiter eingestellt. Das Strafverfahren endete für Zicht ohne Vorstrafe.

### Wahlrechtsexperte
Bereits während seines Studiums beschäftigte Zicht sich mit dem Wahlrecht. 1998 erhob er im Hinblick auf die Regelung der Überhangmandate im Bundestagswahlrecht erstmals Verfassungsbeschwerde beim Bundesverfassungsgericht, die jedoch abgewiesen wurde.
Im Dezember 2011 erhob er als einer der verantwortlichen Beschwerdeführer erneut Verfassungsbeschwerde. Am 25. Juli 2012 erklärte das Bundesverfassungsgericht in seinem Urteil das bislang gültige Wahlrecht für verfassungswidrig und nichtig.
Mit seinem Entwurf eines neuen Wahlrechts für Bremen im Jahr 2006 setzte er das erste erfolgreiche Volksbegehren in Bremen in Gang. Das aktuelle Bremer Wahlrecht wurde maßgeblich von ihm beeinflusst. Auch an den Reformen des Wahlrechts in Hamburg war er beteiligt.

### Sonstiges Engagement
Zicht ist einer der Initiatoren des Bündnisses Aktiver Fußballfans (BAFF), eines Zusammenschlusses verschiedener Fan-Initiativen, Magazine und Fanclubs. Dieses Bündnis wendet sich gegen Ausländerfeindlichkeit, Sexismus und Schwulenhass sowie gegen Polizei-Repression. Er ist Mitbegründer und Redakteur der Website Wahlrecht.de und engagiert sich im Verein Mehr Demokratie.